# Ли Вэньвэнь
Ли Вэньвэнь (кит. упр. 李雯雯, пиньинь Lǐ Wén-Wén; род. 5 марта 2000, Аньшань, Ляонин) — китайская тяжелоатлетка, двукратная олимпийская чемпионка 2020 и 2024 годов, двукратная чемпионка мира, двукратная чемпионка Азии.

## Карьера
На чемпионате Азии 2019 года в весе свыше 87 кг она оказалась на первом итоговом месте с общим результатом 322 кг. И в рывке и в упражнение толчок показала первый результат и завоевала малые золотые медали.
На предолимпийском чемпионате мира 2019 года, который проходил в Таиланде, китайская спортсменка завоевала титул чемпионки мира в весовой категории свыше 87 кг. Общий вес на штанге 332 кг — это мировой рекорд. В упражнении рывок она стала первой (146 кг), в толкании завоевала малую золотую медаль (186 кг) — в этом упражнении также был установлен мировой рекорд.
В 2021 году на Олимпиаде в Токио в весе свыше 87 кг Ли Вэньвэнь завоевала 1-е место — 320 кг (140 + 180). Три олимпийских рекорда.
На чемпионате мира 2022 года в Боготе, в Колумбии в категории свыше 87 кг она стала чемпионкой мира по сумме двух упражнений с результатом 311 кг и завоевала обе малые золотые медали.
На летних Олимпийских играх 2024 года Ли выступала в весовой категории свыше 81 кг среди женщин и завоевала золотую медаль. Подняла вес 309 килограммов по сумме двух упражнений и стала двукратной Олимпийской чемпионкой.

## Основные результаты
| Год  | Соревнование     | Место проведения | Весовая категория | Рывок     | Толчок    | Сумма двоеборья | Место |
| 2019 | Чемпионат Азии   | Нинбо            | свыше 87 кг       | 147 кг WR | 175 кг    | 322 кг          | 1     |
| 2019 | Чемпионат мира   | Паттайя          | свыше 87 кг       | 146 кг    | 186 кг WR | 332 кг WR       | 1     |
| 2022 | Чемпионат мира   | Богота           | свыше 87 кг       | 141 кг    | 170 кг    | 311 кг          | 1     |
| 2024 | Олимпийские игры | Париж            | свыше 81 кг       | 136 кг    | 173 кг    | 309 кг          | 1     |